# Ni contigo ni sin tí
 (срп. Ни са тобом, ни без тебе) мексичка је теленовела, продукцијске куће Телевиса, снимана 2011.

## Синопсис
Никол је талентована дизајнерка која ради у елегантном бутику и сања о тренутку када ће се опробати у великој филмској продукцији. Живи у пансиону своје мајке, Доње Каро, и у необичном је односу са Леом, једним од станара пансиона. Обоје имају снажан карактер, те није чудно што се сваки њихов разговор завршава свађом која убрзо прерасте у смех. Заљубљени су једно у друго, али су једини који тога нису свесни.
Лео се бави продајом књига и енциклопедија, одржава предавања у једном музеју и даје часове Брајеве азбуке. У раној младости остао је слеп, али одбија да одаје утисак инвалида. Шаљивџија је, оптимиста, женскарош и обожаватељ квалитетног живота. Иако је усепео да у већој мери преброди препреке које је изазвало његово стање, још увек носи у себи мање трауме због којих одбија да призна своју љубав Никол. Верује да се њена осећања према њему своде на сажаљење.
И остали станари пансиона имају занимљиве животне приче, сви чине једну велику породицу и воле да се нашале на свачији рачун, али и да буду солидарни у тренутку који то захтева. Међу њима је и недавно придошла Хулија, која своју прошлост држи у строгој тајности. Напустила је свог љубавника, Октавија, старијег и богатог човека који јој је помогао да напусти клуб за мушкарце, у ком је од стране своје тетке била приморана да ради. Убрзо упознаје Икера и међу њима се рађа љубав. Међутим, не желећи да га уплиће у своју прошлост, Хулија одлучује да се удаљи и од њега.
Икер има брата и сестру. Његов брат, Хосе Карлос, је велики женскарош, опседнут са Никол која га непрестано одбија. С друге стране, сестра Исабела не подноси празан свет коме припада, те одлучује да живот учини забавнијим. По доласку у пансион претвара се у сиромашну девојку, а када упозна Леа почиње да гаји дубока осећања према њему.
Никол и Лео, као и Икер и Хулија, морају да преброде велике препреке, победе своје страхове, осећаје за кривицу, предрасуде и неспоразуме, како би на крају успели једни другима да признају своју љубав и заједно постигну срећу коју заслужују, а која некада изгледа недостижно.

## Глумачка постава

### Главне улоге
| Глумац:             | Улога:                         |
| ------------------- | ------------------------------ |
| Лаура Кармајн       | Никол Лоренти Тиноко           |
| Едуардо Сантамарина | Леонардо Лео Корнехо Фернандез |
| Алесандра Росалдо   | Хулија Мистрал                 |
| Ерик Елијас         | Икер Ривас Олмедо              |

### Споредне улоге
| Глумац:                 | Улога:                             |
| ----------------------- | ---------------------------------- |
| Сабине Моусијер         | Елеонор Кортазар Армента           |
| Сесар Боно              | Галисио Лоренти                    |
| Марија Марсела          | Карола Доња Каро Тиноко де Лоренти |
| Андреа Торе             | Фабиола Ескаланте                  |
| Химена Ерера            | Исабела Ривас Олмедо               |
| Луз Марија Хуарез       | Ирене Олмедо де Ривас              |
| Гастон Тусет            | Алехандро Ривас                    |
| Рикардо Франко          | Хосе Карлос Ривас Олмедо           |
| Шарис Сид               | Салма Рабаго                       |
| Ампаро Харидо           | Доња Аделита Чамаро                |
| Маурисио Мехија         | Марко Рабаго                       |
| Лили Хорет              | Вероника Халиндо Кортазар          |
| Јоуси Дијаз             | Флора Торпе                        |
| Хорхе Ортин             | Дон Чуј Турубјатес                 |
| Робин Вега              | Тобијас Марселино Тоби Топете      |
| Мишел Ренауд            | Консепсион Кони Чамаро             |
| Пепе Гомез              | Алфонсо Панчо Чамаро               |
| Брандон Пениче          | Дијего Торес Ланда                 |
| Рене Муси               | Едуардо Лало Гарника               |
| Сачи Тамаширо           | Јоланда Јола Сориља                |
| Оскар Заманиљо          | Боско Росадо                       |
| Марифер Галиндо         | Лаура                              |
| Мајте Валверде          | Мари                               |
| Грасијела Доринг        | Доња Фелипа                        |
| Илијана де ла Гарса     | Кука                               |
| Хани Саенз              | г-ђица Финолис                     |
| Марија Фернанда Гарсија | г-ђа Мондрагон                     |